# Portato
Portato (italienisch: getragen, nicht zu verwechseln mit portamento) bezeichnet in der Musik im Unterschied zu legato und staccato eine früher mit „Tragen der Töne“ bezeichnete Artikulationsart, wobei die einzelnen Töne mit leichtem Nachdruck vorgetragen werden (bei Streichinstrumenten ohne Absetzen des Bogens). Dabei werden die aufeinander folgenden Töne deutlich voneinander getrennt, jedoch anders als beim staccato nur minimal unterbrochen.
Die Anweisung portato findet insbesondere bei Stellen mit langsameren Tempi Anwendung und dient oft der Ausdruckssteigerung. Bei schnelleren Passagen (z. B. Läufen) benutzt man eher die verwandte Bezeichnung non legato, durch die ein klarer, „perlender“ Charakter angestrebt wird. Ebenfalls kann Portato als mezzo Staccato oder bei Streichinstrumenten auch als Louré bezeichnet bzw. betrachtet werden.

## Notation

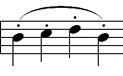
Notation mit Punkten und Bindebogen

Graphisch stellt sich das Portato entweder als Mischung aus Legato und Staccato oder aus Legato und Tenuto dar:
Die Noten werden jeweils mit einem Punkt oder einem Strich markiert und gleichzeitig mit einem Bindebogen verbunden.
Ob nun entweder Punkte, (Tenuto-)Striche, oder eine Kombination aus beiden Artikulationsarten unter einem Bogen geschrieben werden, sollte in der praktischen Ausführung der Tonfolge in den meisten Fällen keinen Unterschied machen. Bei Streichinstrumenten dominiert allerdings die Notation von Bindebögen und Staccatopunkten. Ein Beispiel dafür ist der dritte Satz aus dem Streichquartett op. 18, Nr. 5 von Ludwig van Beethoven. In dem Thema ist das Portato ebenfalls mit Bindebögen und Punkten gekennzeichnet. Manchmal kann die Punktnotation jedoch (vor allem bei schnelleren Tonfolgen) auch ein auf einem Bogenstrich auszuführendes „fliegendes“ staccato bzw. spiccato hindeuten.

## Spieltechnik

### Blasinstrumente
Das Portato auf Blasinstrumenten erreicht man, indem zwischen den Tönen der Luftstrom nicht ganz unterbrochen wird, die einzelnen Töne mit einem weichen Zungenstoß akzentuiert angespielt bzw. ausgehalten werden. Das Portato stellt hier also eine Kombination aus Legato und Staccato bzw. Legato und Tenuto dar. Diese Spielweise erfordert vom Bläser eine kontrollierte Spieltechnik und eine gute Atemkontrolle durch die Verwendung der Atemstütze.

### Tasteninstrumente
Das Portato als Anschlagsart beim Klavier wird dadurch realisiert, dass alle Finger wie beim Staccato zwischen den einzelnen Anschlägen für einen kurzen Moment in der Luft bleiben, aber die Taste länger und schwerer niederdrücken als beim Staccato.

### Streichinstrumente
Das Portato auf Streichinstrumenten wird mit einer Strichart auf einen liegenden Bogen realisiert. Kleine Druckänderungen während des Striches bewirken ein weiches Absetzen der Töne.  Manchmal ist auch die Rede von „Louré“.